# Amorphospermum
Amorphospermum, monotipski biljni rod iz porodice zapotovki. Jedia vrsta je A. antilogum, do 30 metara visoko drvo iz Australije (Queensland, Novi Južni Wales) i Nove Gvineje

## Sinonimi
- Chrysophyllum antilogum (F.Muell.) Vink
- Lucuma amorphosperma F.M.Bailey
- Niemeyera antiloga (F.Muell.) T.D.Penn.
- Sersalisia antiloga (F.Muell.) Domin

## Vanjske poveznice
- Australian Tropical Rainforest Plants